# روجر باركر (عالم موسيقى)
روجر باركر (بالإنجليزية: Roger Parker)‏ هو عالم موسيقى بريطاني، ولد في 2 أغسطس 1951 في لندن في المملكة المتحدة.